# Простота
Простота́ — властивість, якість або умова вважатись простим та елементарним за складом. Часто позначає красу, чистоту або ясність. Прості речі часто легше роз'ясняти та зрозуміти, аніж складні. Простота може значити свободу від труднощів, натуги або плутанини. Також простота може відноситись до простого способу життя.

## В програмному забезпеченні
Головним засобом досягнення простоти в архітектурі програмного забезпечення є застосування принципу розмежування відповідальності до розміщення функціональності в компонентах.

## Висловлювання
- «Простота означає досягнення максимального ефекта мінімальними засобами.» — Коічі Кавана, архітектор ботанічних садів.
- «Треба робити на стільки просто, на скільки це можливо, але не простіше.» — Альберт Ейнштейн (1879—1955)
- «Правду завжди можна впізнати за її красою та простотою.» — Річард Філіпс Фейнман (1918—1988)
- «Наші життя засмічені деталями; простіше, простіше.» — Генрі Девід Торо (1817—1862)
- «Тим, що описати не просто, користуватись просто не вийде.» — Невідомий